# Дейлли, Кристиан
Кристиа́н Эдуа́рд Де́йлли (англ. Christian Eduard Dailly; 23 октября 1973, Данди, Шотландия) — шотландский футболист. Выступал на позициях центрального защитника и опорного полузащитника.
С 1997 по 2008 год Дейлли защищал цвета национальной сборной Шотландии. В её составе Кристиан принял участие в чемпионате мира 1998 года, проходившем во Франции. Всего за «тартановую армию» провёл 67 матчей (девятый показатель за всю историю сборной Шотландии), забил шесть мячей.

## Клубная карьера

### «Данди Юнайтед»
Дейлли родился 23 октября 1973 года в шотландском городе Данди.
Профессиональную карьеру футболиста Кристиан начал 2 августа 1990 года, когда подписал контракт с клубом из своего родного города — «Данди Юнайтед». На этот момент Дейлли было всего 16 лет. Через 19 дней Кристиан дебютировал в первом составе «арабов» — в тот день «Юнайтед» в рамках Кубка шотландской лиги встречались с «Аллоа Атлетик». Фактом выхода на поле Дейлли поставил новый рекорд «Данди», как самый молодой игрок, принявший участие в официальной встрече клуба за всю его историю. Это достижение продержалось почти 15 лет и было побито в декабре 2004 года Грегом Кэмероном. В первых трёх матчах за «арабов» Кристиан забил по одному голу, что не ускользнуло от внимания тренеров молодёжной сборной страны, в составе которой он дебютировал в сентябре того же года. Всего в первом сезоне в профессиональном футболе Дейлли принял участие в 26 встречах «Юнайтед» и забил семь голов. В футбольном году 1993/94 Кристиан завоевал свой первый трофей, выиграв Кубок Шотландии. В финальном поединке, который состоялся 21 мая 1994 года на стадионе «Хэмпден Парк», «Юнайтед» благодаря голу Крейга Брюстера с минимальным счётом 1:0 переиграли глазговский «Рейнджерс». Мяч форвард «арабов» добил в сетку ворот после того, как голкипер «джерс» Алли Максвелл с трудом отбил сильный удар Дейлли из-за пределов штрафной площади.
Следующий сезон принёс «Данди» и Кристиану одно разочарование — клуб, заняв последнее место в турнирной таблице чемпионата Шотландии, вылетел из элитного дивизиона страны. В начале футбольного года 1995/96 Дейлли был избран капитаном «оранжево-чёрных» (ближе к концу сезона передал повязку Дэвиду Боуману). Тогда же он окончательно обосновался на позиции центрального защитника. По итогам турнира Первого дивизиона «Юнайтед» заняли второе место. В играх плей-офф за выход в высший дивизион Шотландии «арабы» встречались с одним из его неудачников, клубом «Партик Тисл». В первом матче была зафиксирована ничья 1:1 — гол у «Данди» забил Дейлли. Второй поединок «Юнайтед» выиграли со счётом 2:1 и завоевали путёвку в элитную лигу страны.

### «Дерби Каунти»
Несмотря на этот успех Кристиан попросил руководство «арабов» выставить его на трансфер. Просьба была удовлетворена — покупатель на молодого защитника нашёлся быстро. Им стал английский клуб «Дерби Каунти», заплативший за трансфер Дейлли 500 тысяч фунтов стерлингов. Плата могла быть увеличена ну ту же сумму в зависимости от выступлений Кристиана в национальной сборной Шотландии.
Дейлли сразу стал игроком основного состава «баранов», поучаствовав в своём первом сезоне на английской земле в 42 играх и забив три мяча. За «Дерби» шотландец играл до августа 1998 года, проведя в общей сложности в форме коллектива со стадиона «Прайд Парк» 79 встреч, в которых он четыре раза поражал ворота оппонентов.

### «Блэкберн Роверс»
«Блэкберн Роверс» купил Дейлли у «Каунти» 21 августа 1998 года за 5,35 миллионов фунтов. Сразу завоевать место в стартовом составе «бродяг» шотландцу не удалось — из-за травмы в сезоне 1998/99 он провёл 21 игру. По результатам футбольного года «Блэкберн» покинул высшую лигу Англии. В Первом дивизионе сезона 1999/00 шотландец сыграл 43 матча и забил четыре мяча, а его клуб, заняв одиннадцатое место в турнирной таблице, не смог сразу вернуться в Премьер-лигу. В марте 2000 года на пост наставника «Роверс» пришёл шотландец Грэм Сунесс. Отношения между соотечественниками не сложились — зимой того же года тренер потребовал от руководства «Блэкберна» продажи Дейлли.
16 мая 2000 года по приглашению глазговского «Селтика» Кристиан принял участие в торжественном матче, посвящённом «проводам» из футбола знаменитого игрока и тренера Ронни Морана. В этом поединке сошлись «Селтик» и родной клуб Морана — «Ливерпуль». Игра закончилась победой «красных» — 4:1, единственный гол у шотландцев забил Дейлли.

### «Вест Хэм Юнайтед»
18 января 2001 года Кристиан пополнил состав лондонского «Вест Хэм Юнайтед». Сумма трансфера между «молотобойцами» и «бродягами» составила 1,75 миллионов фунтов. За вторую половину сезона 2000/01 шотландец провёл 12 матчей за «Юнайтед» и своей игрой помог «Вест Хэму» подняться со дна турнирной таблицы Премьер-лиги. Клуб Кристиана в итоге занял пятнадцатое место. Также Дейлли принял участие в знаменательном матче для «Вест Хэма» — 28 января 2001 года в рамках розыгрыша Кубка Англии «молотобойцы» сенсационно переиграли «Манчестер Юнайтед» на его домашней аренде «Олд Траффорд» благодаря единственному мячу итальянского форварда лондонцев Паоло Ди Канио. Следующий футбольный год принёс «Юнайтед» седьмое место чемпионата страны, а сам Кристиан сыграл с первой до последней минуты все 42 матча своей команды в этом сезоне. Футбольный год 2002/03 лондонский клуб провёл достаточно ровно, но тем не менее не смог избежать вылета из элитного дивизиона Англии, заняв восемнадцатое место в турнирной таблице. Это означало, что Дейлли в третий раз в своей карьере был вынужден покинуть высшие лиги Англии и Шотландии с тремя разными командами.
Через два года «Вест Хэм» вернулся в футбольную элиту страны. Дейлли мало помог в этом своему клубу, практически полностью пропустив этот сезон из-за травмы колена. В июне 2005 года Кристиан ещё на год пролонгировал с «молотобойцами» соглашение о сотрудничестве. 13 мая следующего года шотландец принял участие в финале Кубка Англии, в котором «Юнайтед» состязались с «Ливерпулем». Удача в тот день отвернулась от «Вест Хэма» — основное и дополнительное время закончились с ничейным счётом 3:3. В серии послематчевых пенальти точнее были футболисты мерсисайдского коллектива — 3:1.

### «Саутгемптон» и возвращение в «Вест Хэм»
20 сентября 2007 года опытный защитник был отдан в месячную аренду в клуб «Саутгемптон». Позднее ссуда была продлена до декабря. Всего за «Саутгемптон» Дейлли провёл одиннадцать матчей, после чего вернулся в «Вест Хэм».

Проведший семь лет в лондонском клубе семь лет Кристиан до сих пор является культовой фигурой для болельщиков «айронс». В его честь они сочинили «кричалку», исполняемую на мотив известной песни Фрэнка Синатры «I love you, baby»: 
О, Кристиан Дейлли, ты любовь всей моей жизни. О, Кристиан Дейлли, я позволю тебе спать со своей женой. О, Кристиан Дейлли, я хочу чтобы у меня были такие же кудрявые волосы.

### «Рейнджерс»
30 января 2008 года стало известно, что Дейлли поставил подпись под контрактом сроком до конца сезона 2007/08 с грандом шотландского футбола — глазговским клубом «Рейнджерс». Соглашение шотландца с «Вест Хэмом» истекало летом того же года, и «джерс» взяли на себя обязательства по его оплате. 21 февраля Кристиан дебютировал в составе своего нового клуба, выйдя на замену вместо Саши Папаца на 66-й минуте поединка Кубка УЕФА, в котором «рейнджеры» состязались с греческим «Панатинаикосом». 1 марта защитник забил свой первый гол в составе глазговцев, поразив в матче шотландской Премьер-лиги ворота «Абердина». 3 июля Дейлли и капитан «Рейнджерс» Дэвид Уэйр продлили свои контракты с «джерс» ещё на один год.
В начале следующего сезона опытный защитник регулярно появлялся в стартовом составе «джерс», однако вскоре был вытеснен оттуда алжирцем Маджидом Бугерра. 15 марта 2009 года Дейлли сыграл в финальном поединке Кубка лиги, в котором «Рейнджерс» были биты своими заклятыми соперниками из «Селтика» со счётом 0:2. Последним матчем Кристиана в составе «джерс» стала решающая игра на Кубок Шотландии против «Фалкирка», состоявшаяся 30 мая. Через два дня контракт защитника с глазговцами истёк, и он стал свободным агентом.

### «Чарльтон Атлетик»
31 июля 2009 года Дейлли пополнил состав английского «Чарльтон Атлетик». 8 августа Кристиан впервые сыграл за «эддикс» в официальном матче. В тот день лондонцы встречались с «Уиком Уондерерс». В том же матче защитник и открыл счёт своим забитым мячам в «Атлетик», огорчив голкипера «селезней» Скотта Ширера. По окончании футбольного года болельщики «Чарльтона» назвали Дейлли «Лучшим футболистом сезона».

### «Портсмут»
В августе 2011 года Кристиан на правах свободного агента присоединился по месячному соглашению о сотрудничестве к клубу «Портсмут». За «помпи» защитник провёл всего два матча — 6 августа против «Мидлсбро» и 9 августа против «Барнета».

### «Саутенд Юнайтед»
16 марта 2012 года было объявлено, что шотландец стал игроком клуба «Саутенд Юнайтед». Соглашение было заключено на несколько месяцев на правах пробы. Уже на следующий день опытный защитник провёл полный матч с «Херефорд Юнайтед».

### Клубная статистика
| Клуб                        | Сезон                       | Чемпионат | Чемпионат | Кубок | Кубок | Кубок Лиги | Кубок Лиги | Кубок Вызова | Кубок Вызова | Трофей Футбольной Лиги | Трофей Футбольной Лиги | Плей-офф Лиги | Плей-офф Лиги | Еврокубки | Еврокубки | Итого | Итого |
| Клуб                        | Сезон                       | Игры      | Голы      | Игры  | Голы  | Игры       | Голы       | Игры         | Голы         | Игры                   | Голы                   | Игры          | Голы          | Игры      | Голы      | Игры  | Голы  |
| --------------------------- | --------------------------- | --------- | --------- | ----- | ----- | ---------- | ---------- | ------------ | ------------ | ---------------------- | ---------------------- | ------------- | ------------- | --------- | --------- | ----- | ----- |
| Данди Юнайтед               | 1990/91                     | 18        | 5         | 2     | 0     | 4          | 2          | —            | —            | —                      | —                      | —             | —             | 2         | 0         | 26    | 7     |
| Данди Юнайтед               | 1991/92                     | 8         | 0         | —     | —     | —          | —          | —            | —            | —                      | —                      | —             | —             | —         | —         | 8     | 0     |
| Данди Юнайтед               | 1992/93                     | 14        | 4         | 1     | 0     | —          | —          | —            | —            | —                      | —                      | —             | —             | —         | —         | 15    | 4     |
| Данди Юнайтед               | 1993/94                     | 38        | 3         | 6     | 0     | 4          | 0          | —            | —            | —                      | —                      | —             | —             | 2         | 0         | 50    | 3     |
| Данди Юнайтед               | 1994/95                     | 33        | 4         | 4     | 0     | 1          | 0          | —            | —            | —                      | —                      | —             | —             | 2         | 0         | 40    | 4     |
| Данди Юнайтед               | 1995/96                     | 32        | 2         | 2     | 0     | 1          | 0          | 4            | 1            | —                      | —                      | —             | —             | —         | —         | 39    | 3     |
| Всего за «Данди Юнайтед»    | Всего за «Данди Юнайтед»    | 143       | 18        | 15    | 0     | 10         | 2          | 4            | 1            | 0                      | 0                      | 0             | 0             | 6         | 0         | 178   | 21    |
| Дерби Каунти                | 1996/97                     | 36        | 3         | 4     | 0     | 2          | 0          | —            | —            | —                      | —                      | —             | —             | —         | —         | 42    | 3     |
| Дерби Каунти                | 1997/98                     | 31        | 1         | 1     | 0     | 4          | 0          | —            | —            | —                      | —                      | —             | —             | —         | —         | 36    | 1     |
| Дерби Каунти                | 1998/99                     | 1         | 0         | —     | —     | —          | —          | —            | —            | —                      | —                      | —             | —             | —         | —         | 1     | 0     |
| Всего за «Дерби Каунти»     | Всего за «Дерби Каунти»     | 68        | 4         | 5     | 0     | 6          | 0          | 0            | 0            | 0                      | 0                      | 0             | 0             | 0         | 0         | 79    | 4     |
| Блэкберн Роверс             | 1998/99                     | 17        | 0         | —     | —     | 2          | 0          | —            | —            | —                      | —                      | —             | —             | 2         | 0         | 21    | 0     |
| Блэкберн Роверс             | 1999/00                     | 43        | 4         | 4     | 0     | 1          | 0          | —            | —            | —                      | —                      | —             | —             | —         | —         | 48    | 1     |
| Блэкберн Роверс             | 2000/01                     | 9         | 0         | —     | —     | 3          | 0          | —            | —            | —                      | —                      | —             | —             | —         | —         | 12    | 0     |
| Всего за «Блэкберн Роверс»  | Всего за «Блэкберн Роверс»  | 69        | 4         | 4     | 0     | 6          | 0          | 0            | 0            | 0                      | 0                      | 0             | 0             | 2         | 0         | 81    | 4     |
| Вест Хэм Юнайтед            | 2000/01                     | 12        | 0         | 3     | 0     | —          | —          | —            | —            | —                      | —                      | —             | —             | —         | —         | 15    | 0     |
| Вест Хэм Юнайтед            | 2001/02                     | 38        | 0         | 3     | 0     | 1          | 0          | —            | —            | —                      | —                      | —             | —             | —         | —         | 42    | 0     |
| Вест Хэм Юнайтед            | 2002/03                     | 26        | 0         | 2     | 0     | 1          | 0          | —            | —            | —                      | —                      | —             | —             | —         | —         | 29    | 0     |
| Вест Хэм Юнайтед            | 2003/04                     | 43        | 3         | 4     | 0     | 3          | 0          | —            | —            | —                      | —                      | 3             | 1             | —         | —         | 53    | 4     |
| Вест Хэм Юнайтед            | 2004/05                     | 3         | 0         | —     | —     | —          | —          | —            | —            | —                      | —                      | 2             | 0             | —         | —         | 5     | 0     |
| Вест Хэм Юнайтед            | 2005/06                     | 22        | 0         | 6     | 0     | 2          | 1          | —            | —            | —                      | —                      | —             | —             | —         | —         | 30    | 1     |
| Вест Хэм Юнайтед            | 2006/07                     | 14        | 0         | 2     | 0     | 1          | 0          | —            | —            | —                      | —                      | —             | —             | —         | —         | 17    | 0     |
| Всего за «Вест Хэм Юнайтед» | Всего за «Вест Хэм Юнайтед» | 158       | 3         | 20    | 0     | 8          | 1          | 0            | 0            | 0                      | 0                      | 5             | 1             | 0         | 0         | 191   | 5     |
| Саутгемптон                 | 2007/08                     | 11        | 0         | —     | —     | —          | —          | —            | —            | —                      | —                      | —             | —             | —         | —         | 11    | 0     |
| Всего за «Саутгемптон»      | Всего за «Саутгемптон»      | 11        | 0         | 0     | 0     | 0          | 0          | 0            | 0            | 0                      | 0                      | 0             | 0             | 0         | 0         | 11    | 0     |
| Рейнджерс                   | 2007/08                     | 12        | 2         | 4     | 0     | 1          | 0          | —            | —            | —                      | —                      | —             | —             | 5         | 0         | 22    | 2     |
| Рейнджерс                   | 2008/09                     | 9         | 0         | 2     | 0     | 1          | 0          | —            | —            | —                      | —                      | —             | —             | 2         | 0         | 14    | 0     |
| Всего за «Рейнджерс»        | Всего за «Рейнджерс»        | 21        | 2         | 6     | 0     | 2          | 0          | 0            | 0            | 0                      | 0                      | 0             | 0             | 7         | 0         | 36    | 2     |
| Чарльтон Атлетик            | 2009/10                     | 46        | 1         | 1     | 0     | —          | —          | —            | —            | 2                      | 0                      | —             | —             | —         | —         | 49    | 1     |
| Чарльтон Атлетик            | 2010/11                     | 32        | 0         | 3     | 0     | —          | —          | —            | —            | 4                      | 0                      | —             | —             | —         | —         | 39    | 0     |
| Всего за «Чарльтон Атлетик» | Всего за «Чарльтон Атлетик» | 78        | 1         | 4     | 0     | 0          | 0          | 0            | 0            | 6                      | 0                      | 0             | 0             | 0         | 0         | 88    | 1     |
| Портсмут                    | 2011/12                     | 1         | 0         | —     | —     | 1          | 0          | —            | —            | —                      | —                      | —             | —             | —         | —         | 2     | 0     |
| Всего за «Портсмут»         | Всего за «Портсмут»         | 1         | 0         | 0     | 0     | 1          | 0          | 0            | 0            | 0                      | 0                      | 0             | 0             | 0         | 0         | 2     | 0     |
| Саутенд Юнайтед             | 2011/12                     | 3         | 0         | —     | —     | —          | —          | —            | —            | —                      | —                      | —             | —             | —         | —         | 3     | 0     |
| Всего за «Саутенд Юнайтед»  | Всего за «Саутенд Юнайтед»  | 3         | 0         | 0     | 0     | 0          | 0          | 0            | 0            | 0                      | 0                      | 0             | 0             | 0         | 0         | 3     | 0     |
| Всего за карьеру            | Всего за карьеру            | 552       | 32        | 54    | 0     | 33         | 3          | 4            | 1            | 6                      | 0                      | 5             | 1             | 15        | 0         | 669   | 37    |

## Сборная Шотландии
11 сентября 1990 года Дейлли стал самым юным игроком в истории молодёжной сборной Шотландии, вышедшим в её составе в официальном матче. Кристиану на тот момент было всего 16 лет, а соперничали молодые «горцы» со сверстниками из Румынии. За четыре года выступлений за молодёжную сборную защитник сыграл 34 матча, что является абсолютным рекордом среди всех сборных этого возраста в мире.
27 мая 1997 года Дейлли дебютировал в первой национальной команде Шотландии, отыграв 74 минуты в товарищеском поединке с Уэльсом. 1 июня того же года в своём втором матче за «тартановую армию» Кристиан открыл счёт своим голам за сборную, поразив ворота оппонентов из Мальты.
В 1998 году Дейлли в составе национальной команды поехал на чемпионат мира, проходивший во Франции. На турнире Кристиан принял участие во всех трёх матчах шотландцев на этом форуме — против команд Бразилии, Норвегии и Марокко.
Всего за одиннадцать лет в «тартановой армии» защитник провёл 67 матчей (девятый показатель за всю историю сборной Шотландии), забил шесть голов.

### Матчи и голы за сборную Шотландии
| №  | Дата             | Место                                                | Оппонент             | Счёт | Голы Уэйра | Соревнование                                                      |
| 1  | 27 мая 1997      | «Регби Парк», Килмарнок, Шотландия                   | Уэльс                | 0:1  | —          | Товарищеский матч                                                 |
| 2  | 1 июня 1997      | Национальный стадион, Валлетта, Мальта               | Мальта               | 3:2  | 1          | Товарищеский матч                                                 |
| 3  | 8 июня 1997      | «Динамо», Минск, Беларусь                            | Беларусь             | 1:0  | —          | Отборочный матч чемпионата мира по футболу 1998                   |
| 4  | 7 сентября 1997  | «Питтодри», Абердин, Шотландия                       | Беларусь             | 4:1  | —          | Отборочный матч чемпионата мира по футболу 1998                   |
| 5  | 11 октября 1997  | «Селтик Парк», Глазго, Шотландия                     | Латвия               | 2:0  | —          | Отборочный матч чемпионата мира по футболу 1998                   |
| 6  | 12 ноября 1997   | «Жеффруа Гишар», Сент-Этьен, Франция                 | Франция              | 1:2  | —          | Товарищеский матч                                                 |
| 7  | 25 марта 1998    | «Айброкс», Глазго, Шотландия                         | Дания                | 0:1  | —          | Товарищеский матч                                                 |
| 8  | 22 апреля 1998   | «Истер Роуд», Эдинбург, Шотландия                    | Финляндия            | 1:1  | —          | Товарищеский матч                                                 |
| 9  | 23 мая 1998      | «Джайентс», Нью-Йорк, США                            | Колумбия             | 2:2  | —          | Товарищеский матч                                                 |
| 10 | 30 мая 1998      | Стадион имени Роберта Ф. Кеннеди, Вашингтон, США     | США                  | 0:0  | —          | Товарищеский матч                                                 |
| 11 | 10 июня 1998     | «Стад де Франс», Париж, Франция                      | Бразилия             | 1:2  | —          | Чемпионат мира по футболу 1998 (финальные игры, групповой этап)   |
| 12 | 16 июня 1998     | «Стад де Парк Лескюр», Бордо, Франция                | Норвегия             | 1:1  | —          | Чемпионат мира по футболу 1998 (финальные игры)                   |
| 13 | 23 июня 1998     | «Жеффруа Гишар», Сент-Этьен, Франция                 | Марокко              | 0:3  | —          | Чемпионат мира по футболу 1998 (финальные игры)                   |
| 14 | 5 сентября 1998  | «Жальгирис», Вильнюс, Литва                          | Литва                | 0:0  | —          | Отборочный матч чемпионата Европы по футболу 2000                 |
| 15 | 4 сентября 1999  | Олимпийский стадион, Сараево, Босния и Герцеговина   | Босния и Герцеговина | 2:1  | —          | Отборочный матч чемпионата Европы по футболу 2000                 |
| 16 | 8 сентября 1999  | «Кадриорг», Таллин, Эстония                          | Эстония              | 0:0  | —          | Отборочный матч чемпионата Европы по футболу 2000                 |
| 17 | 5 октября 1999   | «Айброкс», Глазго, Шотландия                         | Босния и Герцеговина | 1:0  | —          | Отборочный матч чемпионата Европы по футболу 2000                 |
| 18 | 9 октября 1999   | «Хэмпден Парк», Глазго, Шотландия                    | Литва                | 3:0  | —          | Отборочный матч чемпионата Европы по футболу 2000                 |
| 19 | 13 ноября 1999   | «Хэмпден Парк», Глазго, Шотландия                    | Англия               | 0:2  | —          | Отборочный матч чемпионата Европы по футболу 2002 (стыковые игры) |
| 20 | 17 ноября 1999   | «Уэмбли», Лондон, Англия                             | Англия               | 1:0  | —          | Отборочный матч чемпионата Европы по футболу 2002 (стыковые игры) |
| 21 | 29 марта 2000    | «Хэмпден Парк», Глазго, Шотландия                    | Франция              | 0:2  | —          | Товарищеский матч                                                 |
| 22 | 26 апреля 2000   | «Гелредом», Арнем, Нидерланды                        | Нидерланды           | 0:0  | —          | Товарищеский матч                                                 |
| 23 | 30 мая 2000      | «Лэнсдаун Роуд», Дублин, Ирландия                    | Ирландия             | 2:1  | —          | Товарищеский матч                                                 |
| 24 | 2 сентября 2000  | «Сконто», Рига, Латвия                               | Латвия               | 1:0  | —          | Отборочный матч чемпионата мира по футболу 2002                   |
| 25 | 7 октября 2000   | Олимпийский стадион, Серравалле, Сан-Марино          | Сан-Марино           | 2:0  | —          | Отборочный матч чемпионата мира по футболу 2002                   |
| 26 | 15 ноября 2000   | «Хэмпден Парк», Глазго, Шотландия                    | Австралия            | 0:2  | —          | Товарищеский матч                                                 |
| 27 | 25 апреля 2001   | Стадион имени Здзислава Кшишковяка, Быдгощ, Польша   | Польша               | 1:1  | —          | Товарищеский матч                                                 |
| 28 | 1 сентября 2001  | «Хэмпден Парк», Глазго, Шотландия                    | Хорватия             | 0:0  | —          | Отборочный матч чемпионата мира по футболу 2002                   |
| 29 | 5 сентября 2001  | Стадион короля Бодуэна, Брюссель, Бельгия            | Бельгия              | 0:2  | —          | Отборочный матч чемпионата мира по футболу 2002                   |
| 30 | 6 октября 2001   | «Хэмпден Парк», Глазго, Шотландия                    | Латвия               | 2:1  | —          | Отборочный матч чемпионата мира по футболу 2002                   |
| 31 | 27 марта 2002    | «Стад де Франс», Сен-Дени, Франция                   | Франция              | 0:5  | —          | Товарищеский матч                                                 |
| 32 | 17 апреля 2002   | «Питтодри», Абердин, Шотландия                       | Нигерия              | 1:2  | 1          | Товарищеский матч                                                 |
| 33 | 16 мая 2002      | «Асиад», Пусан, Южная Корея                          | Южная Корея          | 1:4  | —          | Товарищеский матч                                                 |
| 34 | 20 мая 2002      | «Гонконг», Гонконг                                   | Южная Африка         | 0:2  | —          | Reunification Cup                                                 |
| 35 | 23 мая 2002      | «Гонконг», Гонконг                                   | Гонконг              | 4:0  | 1          | Reunification Cup                                                 |
| 36 | 21 августа 2002  | «Хэмпден Парк», Глазго, Шотландия                    | Дания                | 0:1  | —          | Товарищеский матч                                                 |
| 37 | 7 сентября 2002  | «Тофтир», Тофтир, Фарерские острова                  | Фарерские острова    | 2:2  | —          | Отборочный матч чемпионата Европы по футболу 2004                 |
| 38 | 12 октября 2002  | «Лаугардалсвёллур», Рейкьявик, Исландия              | Исландия             | 2:0  | 1          | Отборочный матч чемпионата Европы по футболу 2004                 |
| 39 | 15 октября 2002  | «Истер Роуд», Эдинбург, Шотландия                    | Канада               | 3:1  | —          | Товарищеский матч                                                 |
| 40 | 20 ноября 2002   | «Примейро де Майо», Эдинбург, Шотландия              | Португалия           | 0:2  | —          | Товарищеский матч                                                 |
| 41 | 12 февраля 2003  | «Хэмпден Парк», Глазго, Шотландия                    | Ирландия             | 0:2  | —          | Товарищеский матч                                                 |
| 42 | 29 марта 2003    | «Хэмпден Парк», Глазго, Шотландия                    | Исландия             | 2:1  | —          | Отборочный матч чемпионата Европы по футболу 2004                 |
| 43 | 2 апреля 2003    | Стадион имени С. Дарюса и С. Гиренаса, Каунас, Литва | Литва                | 0:1  | —          | Отборочный матч чемпионата Европы по футболу 2004                 |
| 44 | 30 апреля 2003   | «Хэмпден Парк», Глазго, Шотландия                    | Австрия              | 0:2  | —          | Товарищеский матч                                                 |
| 45 | 27 мая 2003      | «Тайнкасл», Эдинбург, Шотландия                      | Новая Зеландия       | 1:1  | —          | Товарищеский матч                                                 |
| 46 | 7 июня 2003      | «Хэмпден Парк», Глазго, Шотландия                    | Германия             | 1:1  | —          | Отборочный матч чемпионата Европы по футболу 2004                 |
| 47 | 20 августа 2003  | «Уллевол», Осло, Норвегия                            | Норвегия             | 0:0  | —          | Товарищеский матч                                                 |
| 48 | 10 сентября 2003 | «Вестфаленштадион», Дортмунд, Германия               | Германия             | 1:2  | —          | Отборочный матч чемпионата Европы по футболу 2004                 |
| 49 | 11 октября 2003  | «Хэмпден Парк», Глазго, Шотландия                    | Литва                | 1:0  | —          | Отборочный матч чемпионата Европы по футболу 2004                 |
| 50 | 15 ноября 2003   | «Хэмпден Парк», Глазго, Шотландия                    | Нидерланды           | 1:0  | —          | Отборочный матч чемпионата Европы по футболу 2004 (стыковые игры) |
| 51 | 18 февраля 2004  | «Миллениум», Кардифф, Уэльс                          | Уэльс                | 0:4  | —          | Товарищеский матч                                                 |
| 52 | 31 марта 2004    | «Хэмпден Парк», Глазго, Шотландия                    | Румыния              | 1:2  | —          | Товарищеский матч                                                 |
| 53 | 28 апреля 2004   | «Паркен», Копенгаген, Дания                          | Дания                | 0:1  | —          | Товарищеский матч                                                 |
| 54 | 4 июня 2005      | «Хэмпден Парк», Глазго, Шотландия                    | Молдова              | 2:0  | 1          | Отборочный матч чемпионата мира по футболу 2006                   |
| 55 | 8 июня 2005      | «Динамо», Минск, Беларусь                            | Беларусь             | 0:0  | —          | Отборочный матч чемпионата мира по футболу 2006                   |
| 56 | 17 августа 2005  | Стадион имени Арнольда Шварценеггера, Грац, Австрия  | Австрия              | 2:2  | —          | Товарищеский матч                                                 |
| 57 | 3 сентября 2005  | «Хэмпден Парк», Глазго, Шотландия                    | Италия               | 1:1  | —          | Отборочный матч чемпионата мира по футболу 2006                   |
| 58 | 8 октября 2005   | «Хэмпден Парк», Глазго, Шотландия                    | Беларусь             | 0:1  | —          | Отборочный матч чемпионата мира по футболу 2006                   |
| 59 | 12 октября 2005  | «Арена Петроль», Целе, Словения                      | Словения             | 3:0  | —          | Отборочный матч чемпионата мира по футболу 2006                   |
| 60 | 12 ноября 2005   | «Хэмпден Парк», Глазго, Шотландия                    | США                  | 1:1  | —          | Товарищеский матч                                                 |
| 61 | 1 марта 2006     | «Хэмпден Парк», Глазго, Шотландия                    | Швейцария            | 1:3  | —          | Товарищеский матч                                                 |
| 62 | 2 сентября 2006  | «Селтик Парк», Глазго, Шотландия                     | Фарерские острова    | 6:0  | —          | Отборочный матч чемпионата Европы по футболу 2008                 |
| 63 | 6 сентября 2006  | Стадион имени С. Дарюса и С. Гиренаса, Каунас, Литва | Литва                | 2:1  | 1          | Отборочный матч чемпионата Европы по футболу 2008                 |
| 64 | 7 октября 2006   | «Хэмпден Парк», Глазго, Шотландия                    | Франция              | 1:0  | —          | Отборочный матч чемпионата Европы по футболу 2008                 |
| 65 | 30 мая 2007      | «Герхард Ханаппи», Вена, Австрия                     | Австрия              | 1:0  | —          | Товарищеский матч                                                 |
| 66 | 13 октября 2007  | «Хэмпден Парк», Глазго, Шотландия                    | Украина              | 3:1  | —          | Отборочный матч чемпионата Европы по футболу 2008                 |
| 67 | 30 мая 2008      | «AXA Арена», Прага, Чехия                            | Чехия                | 1:3  | —          | Товарищеский матч                                                 |

Итого: 67 матчей / 6 голов; 25 побед, 17 ничьих, 24 поражения.

### Сводная статистика игр/голов за сборную
| Сборная          | Год              | Отборочные матчи ЧМ | Отборочные матчи ЧМ | Финальные матчи ЧМ | Финальные матчи ЧМ | Отборочные матчи ЧЕ | Отборочные матчи ЧЕ | Финальные матчи ЧЕ | Финальные матчи ЧЕ | Товарищеские матчи | Товарищеские матчи | Reunification Cup | Reunification Cup | Итого | Итого |
| Сборная          | Год              | Игры                | Голы                | Игры               | Голы               | Игры                | Голы                | Игры               | Голы               | Игры               | Голы               | Игры              | Голы              | Игры  | Голы  |
| ---------------- | ---------------- | ------------------- | ------------------- | ------------------ | ------------------ | ------------------- | ------------------- | ------------------ | ------------------ | ------------------ | ------------------ | ----------------- | ----------------- | ----- | ----- |
| Шотландия        | 1997             | 3                   | 0                   | —                  | —                  | —                   | —                   | —                  | —                  | 3                  | 1                  | —                 | —                 | 6     | 1     |
| Шотландия        | 1998             | —                   | —                   | 3                  | 0                  | 1                   | 0                   | —                  | —                  | 4                  | 0                  | —                 | —                 | 8     | 0     |
| Шотландия        | 1999             | —                   | —                   | —                  | —                  | 6                   | 0                   | —                  | —                  | —                  | —                  | —                 | —                 | 6     | 0     |
| Шотландия        | 2000             | 2                   | 0                   | —                  | —                  | —                   | —                   | —                  | —                  | 4                  | 0                  | —                 | —                 | 6     | 0     |
| Шотландия        | 2001             | 3                   | 0                   | —                  | —                  | —                   | —                   | —                  | —                  | 1                  | 0                  | —                 | —                 | 4     | 0     |
| Шотландия        | 2002             | —                   | —                   | —                  | —                  | 2                   | 1                   | —                  | —                  | 6                  | 1                  | 2                 | 1                 | 10    | 3     |
| Шотландия        | 2003             | —                   | —                   | —                  | —                  | 6                   | 0                   | —                  | —                  | 4                  | 0                  | —                 | —                 | 10    | 0     |
| Шотландия        | 2004             | —                   | —                   | —                  | —                  | —                   | —                   | —                  | —                  | 3                  | 0                  | —                 | —                 | 3     | 0     |
| Шотландия        | 2005             | 5                   | 1                   | —                  | —                  | —                   | —                   | —                  | —                  | 2                  | 0                  | —                 | —                 | 7     | 1     |
| Шотландия        | 2006             | —                   | —                   | —                  | —                  | 3                   | 1                   | —                  | —                  | 1                  | 0                  | —                 | —                 | 4     | 1     |
| Шотландия        | 2007             | —                   | —                   | —                  | —                  | 1                   | 0                   | —                  | —                  | 1                  | 0                  | —                 | —                 | 2     | 0     |
| Шотландия        | 2008             | —                   | —                   | —                  | —                  | —                   | —                   | —                  | —                  | 1                  | 0                  | —                 | —                 | 1     | 0     |
| Всего за карьеру | Всего за карьеру | 13                  | 1                   | 3                  | 0                  | 19                  | 2                   | 0                  | 0                  | 30                 | 2                  | 2                 | 1                 | 67    | 6     |

## Достижения

### Командные достижения
«Данди Юнайтед»
- Обладатель Кубка Шотландии: 1993/94
- Финалист Кубка Шотландии: 1990/91
- Финалист Шотландского кубка вызова: 1995/96

«Вест Хэм Юнайтед»
- Финалист Кубка Англии: 2005/06

«Рейнджерс»
- Чемпион Шотландии: 2008/09
- Обладатель Кубка Шотландии (2): 2007/08, 2008/09
- Обладатель Кубка шотландской лиги: 2007/08
- Финалист Кубка УЕФА: 2007/08
- Финалист Кубка шотландской лиги: 2008/09

### Личные достижения
- Почётный список игроков сборной Шотландии по футболу: включён в 2003

## Прочие факты
В отличие от подавляющего большинства современных футболистов у Дейлли не было своего спортивного агента — все переговоры Кристиан вёл сам.